# Tu cara me suena (programa de televisión chileno)
Tu cara me suena es un programa de televisión español de éxito internacional emitido por Antena 3, homónimo. El concurso consiste en maquillar a los participantes para ser caracterizados como el artista a imitar, e interprete una de sus canciones. Ganará quién mayor puntuación saque del jurado y el público. 
Fue estrenado el 29 de febrero de 2012 y finalizó el día 20 de mayo de 2012. El programa fue presentado por Luis Jara y emitido por Megavisión.

## Mecánica del programa
El programa importado desde España, se basa en que durante 10 galas, los participantes deberán demostrar que son los mejores cantando e imitando al cantante real. Tras sus actuaciones, el jurado deberá valorar a los concursantes con una puntuación diferente a cada uno (2,3,4,5,6,7,8,9,10 y 12 puntos). Además, los concursantes darán 5 puntos al compañero que crean que lo ha hecho mejor.
Calificaciones
Las puntuaciones serán diferentes para cada participante, es decir, cada jurado tendrá puntos del 2 (puntuación más baja) al 12 (puntuación más alta).
Cada integrante del jurado deberá entregar una nota por cada presentación sin poder repetir el puntaje que entrega a los concursantes. Es decir,  Óscar Mediavilla no podrá calificar con nota 8 a más de un participante, sino que deberá repartir toda la escala de puntos a los concursantes.
Terminada las calificaciones, serán los propios participantes quienes entregarán puntaje a sus compañeros. Cada uno podrá entregar 5 puntos a un solo compañero, resultando nominado el participante que menor puntaje sume al final del capítulo.

### El jurado
Las actuaciones de los famosos son valoradas por un jurado profesional compuesto habitualmente de cuatro personas, que a veces se ve reforzado por los invitados del programa. Los componentes del jurado son:
| Jurado           | Edad    | Profesión           | Temp. |
| ---------------- | ------- | ------------------- | ----- |
| DJ Méndez        | 36 años | Cantante            | 1     |
| Fernanda Hansen  | 32 años | Periodista          | 1     |
| Oscar Mediavilla | 57 años | Productor           | 1     |
| Renata Bravo     | 37 años | Comediante y actriz | 1     |

### Profesores
- Renata Bravo - Comediante y actriz.
- Verónica Lobos - Coreógrafa.
- Daniel Guerrero - Músico, cantante y compositor.

### Temporadas
| Temporada | Temporada | Galas | Estreno               | Final              |                |
| Temporada | Temporada | Galas | Estreno               | Final              | Ganador        |
| --------- | --------- | ----- | --------------------- | ------------------ | -------------- |
|           | 1         | 12    | 29 de febrero de 2012 | 20 de mayo de 2012 | Fernando Godoy |

## Tu cara me suena (2012)
- 29 de febrero de 2012 a 20 de mayo de 2012.

Esta es la primera edición de este nuevo talent show que Megavisión pone en marcha. Un grupo de 10 artistas imitarán a cantantes consagrados que les serán asignados por el pulsador una máquina que elige al azar al artista que deben imitar en la siguiente gala.

### Participantes
| Participante                                        | Edad         | Situación final | Galas ganadas | Galas perdidas |
| --------------------------------------------------- | ------------ | --------------- | ------------- | -------------- |
| Fernando Godoy - Actor                              | 28           | Ganador         | -             | -              |
| Cristián Henríquez - Comediante y artista circense. | 34           | 2º lugar        | 1             | -              |
| Óscar "Lolo" Peña - Mánager y empresario.           | 59           | 3.er lugar      | 2             | -              |
| Claudio Reyes - Comediante.                         | 53           | 4º lugar        | -             | -              |
| Catalina Palacios - Actriz, cantante y animadora.   | 32           | 5º lugar        | 1             | -              |
| Juan Antonio Labra - Cantante y compositor.         | 53           | Abandona        | -             | -              |
| Alejandra Herrera - Actriz.                         | 40           | 7.ª eliminada   | -             | 1              |
| Nino Morales - Cantante.                            |              | 6º eliminado    | -             | 1              |
| Nino Morales - Cantante.                            | 4º eliminado | 1               | 1             |                |
| Valentina Roth - Bailarina                          | 20           | 5.ª eliminada   | -             | 1              |
| María Eugenia Larraín - Modelo.                     | 38           | 3.ª eliminada   | -             | 1              |
| Jhendelyn Núñez - Modelo.                           | 23           | 2.ª eliminada   | -             | 1              |
| Lorene Prieto - Cantante y actriz.                  | 45           | 1.ª eliminada   | -             | 1              |

### Puntuaciones semanales
| Fernando     | Cuarto    | Cuarto    | Segundo   | Segundo   | Segundo   | Salvado   | Lesionado | Salvado   | Nominado | Salvado  | 1° Lugar |  |  |
| Cristián     | Tercero   | Noveno    | Tercero   | Ganador   | Tercero   | Salvado   | Nominado  | Salvado   | Salvado  | Salvado  | 2° Lugar |  |  |
| Lolo         | Ganador   | Quinto    | Sexto     | Sexto     | Ganador   | Salvado   | Salvado   | Nominado  | Salvado  | Salvado  | 3° Lugar |  |  |
| Claudio      | No Estaba | No Estaba | No Estaba | No Estaba | No Estaba | Salvado   | Nominado  | Nominado  | Nominado | Salvado  | 4° Lugar |  |  |
| Catalina     | Quinta    | Tercera   | Ganadora  | Séptima   | Sexta     | Salvada   | Nominada  | Nominada  | Salvada  | Nominada | 5° Lugar |  |  |
| Juan Antonio | Segundo   | Segundo   | Séptimo   | Tercero   | Cuarto    | Nominado  | Salvado   | Salvado   | Nominado | Abandona |          |  |  |
| Alejandra    | Novena    | Sexta     | Octava    | Cuarta    | Quinta    | Nominada  | Salvada   | Eliminada |          |          |          |  |  |
| Nino         | Sexto     | Ganador   | Cuarto    | Quinto    | Eliminado | Nominado  | Eliminado |           |          |          |          |  |  |
| Valentina    | No Estaba | No Estaba | No Estaba | No Estaba | No Estaba | Eliminada |           |           |          |          |          |  |  |
| Kenita       | Octava    | Octava    | Quinta    | Eliminada |           |           |           |           |          |          |          |  |  |
| Jhendelyn    | Perdedora | Séptima   | Eliminada |           |           |           |           |           |          |          |          |  |  |
| Lorene       | Séptima   | Eliminada |           |           |           |           |           |           |          |          |          |  |  |

     Ganador de la noche.
     Posiciones intermedias.
     Perdedor de la noche.
     Nominado y salvado por el jurado.
     Salvado por el público
     Salvado de la eliminación.
     Eliminado de la noche.
     No se presentó por lesión.
     Se retira de la competencia
     El concursante fue finalista de la competencia y obtuvo el 5° lugar.
     El concursante fue finalista de la competencia y obtuvo el 4° lugar.
     El concursante fue finalista de la competencia y obtuvo el 3° lugar.
     El concursante fue finalista de la competencia y obtuvo el 2° lugar.
     El concursante fue finalista de la competencia y obtuvo el 1° lugar.

### Seguimiento

#### Gala 1
| Catalina Palacios     | "Bad Romance" - Lady Gaga                       | Lady Gaga       | 25 |
| Óscar "Lolo" Peña     | "No Woman, No Cry" - Bob Marley                 | Bob Marley      | 40 |
| Fernando Godoy        | "Baby" - Justin Bieber                          | Justin Bieber   | 31 |
| Lorene Prieto         | "Man! I Feel Like a Woman!" - Shania Twain      | Shania Twain    | 21 |
| María Eugenia Larraín | "Ya No" - Lucero                                | Lucero          | 16 |
| Cristian Henríquez    | "Amigo" - Roberto Carlos                        | Roberto Carlos  | 35 |
| Alejandra Herrera     | "Girls Just Want to Have Fun" - Cyndi Lauper    | Cyndi Lauper    | 16 |
| Jhendelyn Núñez       | "Lo haré por ti" - Paulina Rubio                | Paulina Rubio   | 15 |
| Nino Morales          | "Esclavo de sus besos" - David Bisbal           | David Bisbal    | 25 |
| Juan Antonio Labra    | "Wanna Be Startin' Somethin'" - Michael Jackson | Michael Jackson | 34 |

#### Gala 2
| Catalina Palacios     | "Llamado de emergencia" - Daddy Yankee                      | Daddy Yankee              |
| Óscar "Lolo" Peña     | "Lo mejor de tu vida" - Julio Iglesias                      | Julio Iglesias            |
| Fernando Godoy        | "Por qué me siguen las mujeres" - Adrián y los Dados Negros | Adrián y los Dados Negros |
| Lorene Prieto         | "The shoop shoop song" - Cher                               | Cher                      |
| María Eugenia Larraín | "La vida es un carnaval" - Celia Cruz                       | Celia Cruz                |
| Cristian Henríquez    | "Yo no fui" - Pedro Fernández                               | Pedro Fernández           |
| Alejandra Herrera     | "Hombres al borde de un ataque de celos" - Yuri             | Yuri                      |
| Jhendelyn Núñez       | "Mix de canciones" - Raffaella Carrà                        | Raffaella Carrà           |
| Nino Morales          | "Señora de las cuatro décadas" - Ricardo Arjona             | Ricardo Arjona            |
| Juan Antonio Labra    | "I will always love you" - Whitney Houston                  | Whitney Houston           |

#### Gala 3
| Catalina Palacios     | "Se fue" - Laura Pausini             | Laura Pausini  |
| Óscar "Lolo" Peña     | "Forever Young" - Rod Stewart        | Rod Stewart    |
| Fernando Godoy        | "Imagine" - John Lennon              | John Lennon    |
| María Eugenia Larraín | "Será que no me amas" - Luis Miguel  | Luis Miguel    |
| Cristian Henríquez    | "Ella ya me olvidó" - Leonardo Favio | Leonardo Favio |
| Alejandra Herrera     | "Un año más" - Ana Torroja           | Ana Torroja    |
| Jhendelyn Núñez       | "Corazón sin cara" - Prince Royce    | Prince Royce   |
| Nino Morales          | "La bomba" - Ricky Martin            | Ricky Martin   |
| Juan Antonio Labra    | "Valió la pena" - Marc Anthony       | Marc Anthony   |

#### Gala 4
| Catalina Palacios     | "Umbrella" - Rihanna               | Rihanna       |
| Óscar "Lolo" Peña     | "Escándalo" - Raphael              | Raphael       |
| Fernando Godoy        | "Noa-Noa" - Juan Gabriel           | Juan Gabriel  |
| María Eugenia Larraín | "Desesperada" - Marta Sánchez      | Marta Sánchez |
| Cristian Henríquez    | "Pelo suelto" - Gloria Trevi       | Gloria Trevi  |
| Alejandra Herrera     | "Rehab" - Amy Winehouse            | Amy Winehouse |
| Nino Morales          | "El duelo" - Beto Cuevas           | Beto Cuevas   |
| Juan Antonio Labra    | "Welcome to the Jungle" - Axl Rose | Axl Rose      |

#### Gala 5
| Catalina Palacios  | "Ojos así" - Shakira                                   | Shakira             |
| Óscar "Lolo" Peña  | "Suspicious Mind" - Elvis Presley                      | Elvis Presley       |
| Fernando Godoy     | "Que levante la mano" - Américo                        | Américo             |
| Cristian Henríquez | "Como quien pierde una estrella" - Alejandro Fernández | Alejandro Fernández |
| Alejandra Herrera  | "Celos" - Daniela Romo                                 | Daniela Romo        |
| Nino Morales       | "A Dios le pido" - Juanes                              | Juanes              |
| Juan Antonio Labra | "Staying alive" - Bee Gees                             | Barry Gibb          |

#### Gala 6
| #1 | Catalina Palacios  | "Like a virgin" - Madonna                         | Madonna                |
| #1 | Alejandra Herrera  | "El hombre que yo amo" - Myriam Hernández         | Myriam Hernández       |
| #2 | Cristian Henríquez | "Mentira" - Buddy Richard                         | Buddy Richard          |
| #2 | Nino Morales       | "Corazón partío" - Alejandro Sanz                 | Alejandro Sanz         |
| #3 | Valentina Roth     | "Ven conmigo (Solamente tú)" - Christina Aguilera | Christina Aguilera     |
| #3 | Claudio Reyes      | "Karma Chameleon" - Culture Club                  | Boy George             |
| #4 | Fernando Godoy     | "Rosa, rosa" - Sandro                             | Sandro                 |
| #4 | Óscar "Lolo" Peña  | "El Africano" - Pachuco y la Cubanacán            | Pachuco y la Cubanacán |
| #4 | Juan Antonio Labra | "Con una lágrima en la garganta" - Zalo Reyes     | Zalo Reyes             |

| Alejandra Herrera  | Salvada   |
| Nino Morales       | Salvado   |
| Valentina Roth     | Eliminada |
| Juan Antonio Labra | Salvado   |

#### Gala 7
| #1 | Catalina Palacios  | "Mi tierra" - Gloria Estefan                   | Gloria Estefan      |
| #1 | Óscar "Lolo" Peña  | "Never, never gonna give you up" - Barry White | Barry White         |
| #2 | Juan Antonio Labra | "Amante bandido" - Miguel Bosé                 | Miguel Bosé         |
| #2 | Cristian Henríquez | "La canción del mariachi" - Antonio Banderas   | Antonio Banderas    |
| #3 | Alejandra Herrera  | "Demoliendo hoteles" - Charly García           | Charly García       |
| #3 | Claudio Reyes      | "Más que tu amigo" - Marco Antonio Solís       | Marco Antonio Solís |
| #4 | Nino Morales       | "A fuego lento" - Rosana                       | Rosana              |

| Nino Morales       | Eliminado |
| Catalina Palacios  | Salvada   |
| Cristián Henriquez | Salvado   |
| Claudio Reyes      | Salvado   |

#### Gala 8
| #1 | Fernando Godoy     | "Don" - Miranda!                                  | Ale Sergi      |
| #1 | Claudio Reyes      | "Vivir así es morir de amor" - Camilo Sesto       | Camilo Sesto   |
| #2 | Alejandra Herrera  | "Una noche más" - Jennifer Lopez                  | Jennifer Lopez |
| #2 | Juan Antonio Labra | "Sorry seems to be the hardest word" - Elton John | Elton John     |
| #3 | Cristián Henríquez | "Ai se eu te pego" - Michel Teló                  | Michel Teló    |
| #3 | Catalina Palacios  | "My Heart Will Go On" - Celine Dion               | Celine Dion    |
| #3 | Óscar "Lolo" Peña  | "Sweet Caroline" - Neil Diamond                   | Neil Diamond   |

| Claudio Reyes     | Salvado   |
| Alejandra Herrera | Eliminada |
| Catalina Palacios | Salvada   |
| Óscar "Lolo" Peña | Salvado   |

#### Gala 9
| #1 | Juan Antonio Labra | "La bilirrubina" - Juan Luis Guerra               | Juan Luis Guerra |
| #1 | Catalina Palacios  | "Baby one more time" - Britney Spears             | Britney Spears   |
| #2 | Cristián Henríquez | "Cariño Malo" - Palmenia Pizarro                  | Palmenia Pizarro |
| #2 | Claudio Reyes      | "In the air tonight" - Phil Collins               | Phil Collins     |
| #3 | Fernando Godoy     | "YMCA" - Village People                           | Victor Willis    |
| #3 | Óscar "Lolo" Peña  | "I just called to say I love you" - Stevie Wonder | Stevie Wonder    |

#### Semifinales - Duelos
| #1 | Fernando Godoy     | "I want to break free" - Queen                   | Freddie Mercury     |
| #1 | Catalina Palacios  | "El último adiós/Y yo sigo aquí" - Paulina Rubio | Paulina Rubio       |
| #2 | Claudio Reyes      | "Pavo real" - José Luis Rodríguez                | José Luis Rodríguez |
| #2 | Juan Antonio Labra | "I say a little prayer" - Aretha Franklin        | Aretha Franklin     |
| #3 | Cristian Henríquez | "Medley de éxitos" - Chayanne                    | Chayanne            |
| #3 | Óscar "Lolo" Peña  | "Satisfaction" - Mick Jagger                     | Mick Jagger         |

#### Final
| Catalina Palacios  | "Crazy in Love" - Beyoncé                                        | Beyoncé        |
| Claudio Reyes      | "Sex Bomb" - Tom Jones                                           | Tom Jones      |
| Cristian Henríquez | "Mañana/Un golpe de suerte" - Luis Jara                          | Luis Jara      |
| Fernando Godoy     | "La voz de los '80/El baile de los que sobran" - Los Prisioneros | Jorge González |
| Óscar "Lolo" Peña  | "Pride/One" - U2                                                 | Bono           |

| Fernanda Hansen     | "Someone like You" - Adele                  | Adele |
| Luis Jara & Américo | "Dos corazones rotos" - Luis Jara & Américo | ---   |

     El participante obtuvo la nota más alta y es el ganador de la noche.
     El participante obtuvo la nota más baja y es el perdedor de la noche o el duelo.
     El participante obtuvo el puntaje total más bajo y es eliminado.
     El participante es el ganador del duelo y no es nominado(a).
     El participante es el perdedor del duelo y es nominado(a).
     El participante es nominado pero no es eliminado del programa.

### Repechaje
El repechaje se realizó el 8 de abril y en él participaron los eliminados y algunos nuevos integrantes que competirán para poder ser parte del programa. El método de reingreso fue por medio de competencia en donde se sabrá que participante reingresara a la competencia.

#### Concursantes
| Participante                                    | Edad | Situación final |
| ----------------------------------------------- | ---- | --------------- |
| Valentina Roth - Bailarina.                     | 20   | Ingresa         |
| Nino Morales - Cantante.                        |      | Reingresa       |
| Claudio Reyes - Cantante y comediante.          | 53   | Ingresa         |
| María Eugenia Larraín - Modelo.                 | 38   | Eliminada       |
| Nicolás Yunge - Exintegrante de la serie Perla. | 18   | Eliminado       |
| Jhendelyn Núñez - Modelo.                       | 23   | Eliminada       |

#### Gala repechaje
| #1 | Claudio Reyes         | "Mueve, mueve"       | Juan Antonio Labra |
| #1 | Jhendelyn Núñez       | "Amor a la mexicana" | Thalía             |
| #2 | Nicolás Yunge         | "Azul"               | Cristian Castro    |
| #2 | Nino Morales          | "La chica de humo"   | Emmanuel           |
| #3 | Valentina Roth        | "Tu veneno"          | Natalia Oreiro     |
| #3 | María Eugenia Larraín | "Danza de Xuxa"      | Xuxa               |

     Reingresa a la competencia.
     Eliminado para siempre.

### Audiencias
| Fecha      | Características del Programa                     | Lugar (Diario) | Índice de audiencia |
| ---------- | ------------------------------------------------ | -------------- | ------------------- |
| 29/02/2012 | Gala 1 / Ganador Lolo                            | Desconocido    | 9,8                 |
| 07/03/2012 | Gala 2 / Ganador Nino / Eliminada Lorene         | Desconocido    | 5,2                 |
| 14/03/2012 | Gala 3 / Ganadora Catalina / Eliminada Jhendelyn | Desconocido    | 6,3                 |
| 25/03/2012 | Gala 4 / Ganador Cristián / Eliminada Kenita     | Décimo         | 11,9                |
| 01/04/2012 | Gala 5 / Ganador Lolo / Eliminado Nino           | Noveno         | 10,4                |
| 08/04/2012 | Gala 6 / Repechaje                               | Quinto         | 12,9                |
| 15/04/2012 | Gala 7 / Eliminada Valentina                     | Quinto         | 11,7                |
| 22/04/2012 | Gala 8 / Eliminado Nino                          | Octavo         | 10,6                |
| 29/04/2012 | Gala 9 / Eliminada Alejandra                     | Noveno         | 10,0                |
| 06/05/2012 | Gala 10                                          | Octavo         | 11,1                |
| 13/05/2012 | Gala 11 / Semifinal / Abandona Juan Antonio      | Décimo         | 9,6                 |
| 20/05/2012 | Gala 12 / Final / Ganador Fernando               | Cuarto         | 11,7                |

     Programa más visto.

     Programa menos visto.

## Ediciones de Tu cara me suena
| Edición          | Año  | Ganador        | Subcampeón         | Tercer Finalista  | Cuarto Finalista | Quinto Finalista  |
| ---------------- | ---- | -------------- | ------------------ | ----------------- | ---------------- | ----------------- |
| Tu cara me suena | 2012 | Fernando Godoy | Cristian Henríquez | Óscar "Lolo" Peña | Claudio Reyes    | Catalina Palacios |

## Audiencia media por ediciones
Estas han sido las audiencias de las ediciones del programa Tu cara me suena.
| Edición            | Año  | Cadena     | Índice de audiencia |
| ------------------ | ---- | ---------- | ------------------- |
| Tu cara me suena 1 | 2012 | Megavisión | 10.2                |